# وی زن برزنجیر
وی زن برزنجیر یک ستاره است که در صورت فلکی آندرومدا قرار دارد.